# Gephyrocharax major
Gephyrocharax major är en fiskart som beskrevs av Myers 1929. Gephyrocharax major ingår i släktet Gephyrocharax och familjen Characidae. Inga underarter finns listade i Catalogue of Life.